# Иоганн VI (граф Ольденбурга)
Иоганн VI (нем. Johann VI. von Oldenburg; 21 июля 1500 — 16 января 1548) — граф Ольденбурга в 1526—1529 годах (также считается Иоганном XV, с учётом не правивших тезок). Его родителями были Иоганн V, граф Ольденбурга, и Анна Ангальт-Цербстская. Он должен был править совместно со своими младшими братьями, но в действительности его правление было отмечено конфликтами с соправителями.

## Биография
Иоганн V умер в 1526 году, и его четверо сыновей — Иоганн VI, Георг, Христоф и Антон — совместно приняли власть над графством. Их отношения были напряженными с самого начала совместного правления. Иоганн VI, Георг, их сестра Анна Ольденбургская и мать Анна остались католиками, в то время как Христоф и Антон перешли в лютеранство. Кроме того, Христоф и Антон пытались улучшить отношения с соседней Восточной Фрисландией за счет двойной свадьбы. Иоганн и Георг были против этой свадьбы по династическим соображениям, так как семья Кирксена, правившая Фрисландией, получила титул имперских графов лишь в 1464 году.
Конфликт был разрешен, когда Христоф и Антон заставили Иоганна VI и Георга отречься от престола в 1529 году. Однако сразу после отречения Иоганн VI попытался вернуть себе власть. Он был поддержан Генрихом V, герцогом Брауншвейг-Люнебург. В 1533 году Иоганн V был назначен соправителем с ограниченными обязанностями сроком на 10 лет.
Иоганн подал в суд на своих братьев, требуя равную долю во власти или разделение графства. В 1542 году дело было урегулировано без суда, и Иоганн принял денежную компенсацию в обмен на отказ от своих претензий на правление. Современные источники не дают информации о судьбе Георга.
Иоганн VI умер в 1548 году в Бремене. Его вдова не была дворянкой, поэтому дети от этого брака (если таковые имелись) не смогли унаследовать графство. Вероятно, он женился на ней после того, как потерял всякую надежду вернуться к власти.